# Gorka Pintado
Gorka Pintado del Molino es un exfutbolista español. Nació en San Sebastián, España, el 24 de marzo de 1978. Su primer club fue el "Arrobi Berri", club de fútbol de Errenteria (Guipúzcoa) donde desempeñaba la función de libre.
Firmó, según palabras del jugador, "el contrato de su vida" con el Swansea AFC procedente del Granada CF en junio de 2008, tasándose las trasferencia en 200.000 € más 100.000 € en variables, en una gran operación para el conjunto granadino que lo había contratado un año antes por una cantidad muy inferior.

## Clubes
| Club                 | País   | Año       |
| -------------------- | ------ | --------- |
| Arrobi Berri         | España |           |
| Sporting de Herrera  | España |           |
| Real Unión           | España | 1999-2000 |
| Osasuna "B"          | España | 2000-2002 |
| CD Leganés           | España | 2002-2004 |
| UE Figueres          | España | 2004-2005 |
| UDA Gramenet         | España | 2005-2007 |
| Granada CF           | España | 2007-2008 |
| Swansea AFC          | Gales  | 2008-2010 |
| AEK Larnaca          | Chipre | 2011-2015 |
| Atarfe Industrial CF | España | 2015-2016 |

- Datos: Q3029351